# Marion von Dönhoff
La comtesse Marion Hedda Ilse von Dönhoff, ou simplement Dönhoff (Marion Gräfin Dönhoff), née le 2 décembre 1909 au château de Friedrichstein, arrondissement de Königsberg en province de Prusse-Orientale, et morte le 11 mars 2002 au château de Crottorf, près de Friesenhagen en Rhénanie-Palatinat, est une aristocrate allemande qui fut rédactrice en chef et directrice de l'hebdomadaire Die Zeit, dont elle fut cofondatrice, et l'une des grandes figures du journalisme allemand d'après-guerre.

## Biographie

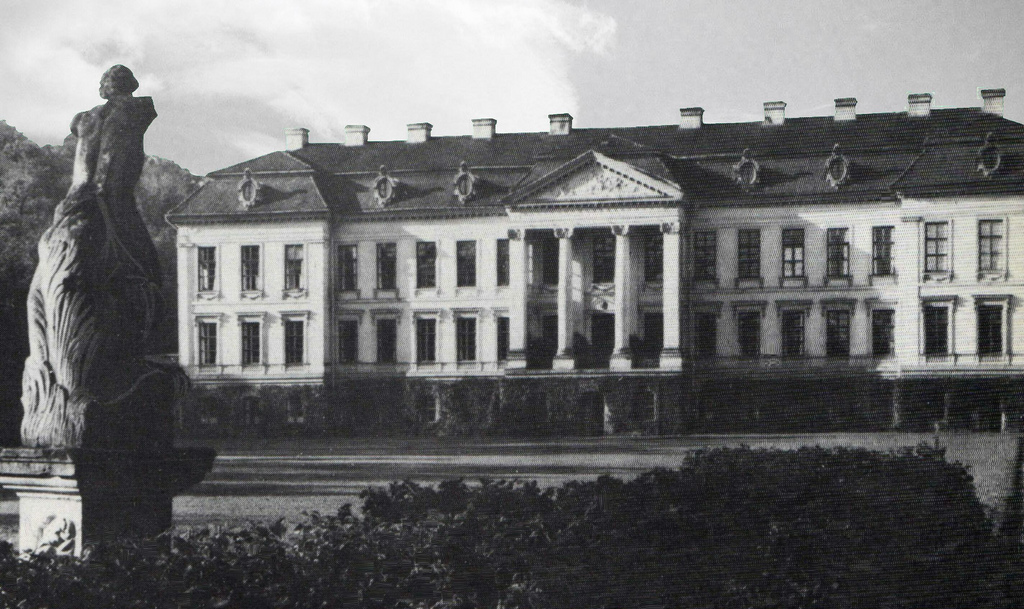
Le château de Friedrichstein en 1927.

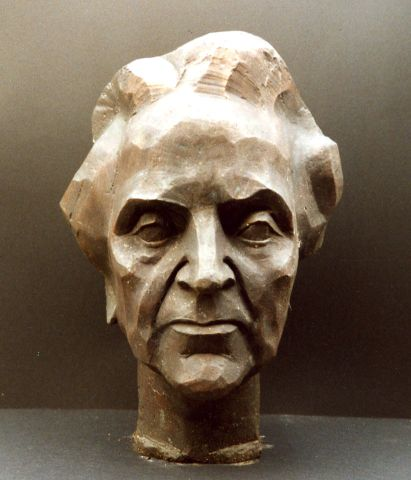
Buste en bronze de la comtesse Marion von Dönhoff, par Manfred Sihle-Wissel (1998).

Née en décembre 1909, Marion von Dönhof est issue d'une famille de la noblesse prussienne,. Son père est le comte August von Dönhof, membre héréditaire de la chambre des seigneurs de Prusse, membre du Reichstag de 1881 à 1903, ancien diplomate et passionné d'antiquités. Il voyagea beaucoup dans sa jeunesse, par exemple aux États-Unis. Il était l'héritier du fidéicommis de Friedrichstein, immense domaine de la province de Prusse-Orientale, aujourd'hui dans l'oblast de Kaliningrad. Sa mère, stricte luthérienne, est née Maria von Lepel (1869-1940) et a passé une partie de sa jeunesse chez ses grands-parents dans leur château d'Heiligenkreutz en Croatie. Elle est dame d'honneur de l'impératrice Augusta-Victoria. Maria von Dönhoff, quant à elle, est la cadette de la famille ; ses quatre aînés, deux garçons et deux filles, ont de huit à dix ans de plus qu'elle et elle est la dernière des trois plus jeunes. Elle connaît peu son père, car il meurt en 1920 à l'âge de soixante-quinze ans et elle a à peine dix ans. Sa jeunesse se passe donc à la campagne dans une atmosphère patriarcale (ou plutôt matriarcale en l'occurrence) où les enfants sont plus proches des domestiques que de leurs parents.
La jeune fille parvient tout de même à faire des études d'économie à l'université de Francfort-sur-le-Main en 1932, en étant la seule fille dans une classe de 18 garçons. Comme un certain nombre d'aristocrates descendants de Junkers, elle est hostile au national-socialisme, destructeur de l'ordre ancien, mais surtout pour elle destructeur des libertés. Elle poursuit ses études à l'université de Bâle, où elle passe son doctorat en 1935 sur le système agricole des grandes propriétés foncières de Prusse-Orientale, dont celle de sa famille qui existe depuis sept cents ans. Elle retourne à Friedrichstein à la fin 1937, après un long voyage. Elle y gère les biens fonciers familiaux et lutte contre le nazisme en s'associant à un mouvement de résistance anti-nazi. Un certain nombre de ses familiers sont mêlés à la tentative d'assassinat contre Hitler en juillet 1944, dont son cousin Heni von Lehndorff qui est pendu à la prison de Plötzensee. Elle-même est interrogée par la Gestapo, pour sa prise de participation à l'organisation d'un gouvernement prussien de l'est, une fois Hitler éliminé. Mais elle est relâchée faute de preuves. Toute la famille doit fuir quelques mois plus tard en janvier 1945 lorsque la Prusse-Orientale est envahie par l'Armée rouge. Le château brûle et un déplacement de population gigantesque a lieu: tous les Allemands doivent quitter la province qui est peuplée de Polonais expulsés de Pologne de l'est (aujourd'hui Ukraine occidentale), tandis que la zone plus à l'est est peuplée de Soviétiques, surtout ukrainiens ou des régions dévastées du centre de la Russie. Elle s'enfuit alors à cheval pendant 6 semaines vers Hambourg sans argent, ni personne avec elle.
Marion von Dönhoff parvient à trouver refuge à Hambourg et recommence sa vie de zéro. Elle rejoint les fondateurs d'un nouvel hebdomadaire appuyé par les Britanniques qui occupent la région et qui prend très vite son essor. Il s'agit de l'hebdomadaire Die Zeit (« Le Temps », en allemand). D'obédience libérale, la jeune femme devient journaliste politique, puis vice-rédacteur en chef en 1955, avec la direction des affaires politiques,  rédacteur en chef en 1968 et directrice en 1972. Elle a toujours été considérée comme une grande figure morale à la réputation de sagesse dans le monde journalistique et politique de l'après-guerre. Elle obtient en 1971 le prix de la paix des libraires allemands, pour lequel son laudateur est Alfred Grosser.
Elle n'a jamais eu d'enfants, ne s’est jamais mariée, et a consacré sa vie au journal. Pourtant elle élèvera les enfants de sa sœur et de son frère, qui se retrouveront tour à tour orphelins.
Elle est l'auteur de plus d'une vingtaine d'ouvrages, dont la plupart sont traduits en plusieurs langues. La majorité d'entre eux analysent l'histoire de l'Allemagne au XXe siècle.
La comtesse n'a jamais pensé retrouver les domaines de sa famille, et au contraire a toujours œuvré pour une réconciliation de l'Allemagne avec la Pologne et la Russie. « Quand je pense aux forêts et aux lacs de Prusse-Orientale, je suis certaine qu'ils sont aussi incomparablement beaux qu'autrefois, lorsqu'ils appartenaient au pays de mes ancêtres. Peut-être existe-t-il une forme d'amour plus élevée, celle d'aimer ce qui ne vous appartient plus. »
Marion Dönhoff a été reçue comme docteur honoris causa de plusieurs universités américaines et de celle de Kaliningrad.
Elle est morte le 11 mars 2002 au château de Crottorf, près de Friesenhagen en Rhénanie-Palatinat, à 92 ans,,.
Une pièce de 10 euros a été frappée à son effigie en 2009 en son honneur en Allemagne.

## Publications (en langue allemande)
- Entstehung und Bewirtschaftung eines ostdeutschen Großbetriebes. Die Friedrichstein-Güter von der Ordenzeit bis zur Bauernbefreiung (thèse de l'université de Bâle), 1935
- In Memoriam 20. Juli 1944. Den Freunden zum Gedächtnis, 1945
- Namen, die keiner mehr nennt. Ostpreußen - Menschen und Geschichten, 1962, 2e édition 2009
- Die Bundesrepublik in der Ära Adenauer. Kritik und Perspektiven, 1963
- Deutsche Außenpolitik von Adenauer bis Brandt, 1970, 2e édition 1982
- Menschen, die wissen, worum es geht. Politische Schicksale 1916-1976, 1976
- Von gestern bis übermorgen, 1981, 2de édition 1996
- Amerikanische Wechselbäder. Beobachtungen und Kommentare aus vier Jahrzehnten, 1983
- Weit ist der Weg nach Osten, 1985
- Preußen. Maß und Maßlosigkeit, 1987, 2e édition 2002
- Kindheit in Ostpreußen, 1988, 2de édition 1998
- Gestalten unserer Zeit : Politische Portraits, 1990, 2de édition 1990
- Versöhnung : Polen und Deutsche. Die schwierige Versöhnung. Betrachtungen aus drei Jahrzehnten, 1991, 2de édition 1998, avec Freimut Duve
- Weil das Land sich ändern muß. Manifest I, 1992
- Weil das Land sich ändern muß. Manifest II, 1992
- Im Wartesaal der Geschichte. Vom Kalten Krieg zur Wiedervereinigung, 1993
- Um der Ehre Willen. Erinerungen an die Freunde vom 20. Juli, 1994
- Der Effendi wünscht zu beten. Reisen in die vergangene Fremde, 1998
- Zivilisiert den Kapitalismus. Grenzen der Freiheit, 1997, 2e édition 1999
- Menschenrecht und Bürgersinn, 1999
- Macht und Moral. Was wird aus der Gesellschaft?, 2000
- Deutschland, deine Kanzler. Die Geschichte des Bundesrepublik 1949-1999, 1999
- Vier Jahrzehnte politischer Begegnungen, 2001
- Was mir wichtig war, 2002
- Ritt durch Masuren, 2002, photographies de Dietrich Weldt
- Ein wenig betrübt, Ihre Marion. Marion Gräfin Dönhoff und Gerd Bucerius. Ein Briefwechsel aus fünf Jahzehnten, 2003, correspondance avec Gerd Bucerius

## Publications (traductions en français)
- Comtesse Marion Dönhoff, Une enfance en Prusse orientale, Paris, Albin Michel, 1990, traduction de Kindheit in Ostpreußen par Colette Kowalski